# 基斯維爾鎮區 (密蘇里州沙里頓縣)
基斯維爾鎮區（英語：Keytesville Township）是位於美國密蘇里州沙里頓縣的一個行政鎮區。

## 地方資料
基斯維爾鎮區的面積為195.44平方千米，當中陸地面積為193.33平方千米，而水域面積為2.11平方千米。根據2020年美國人口普查的數據，當地共有人口1032人，而人口密度為每平方千米5.28人。